# 劉昕妤
劉昕妤（1998年11月23日—）是臺灣女子籃球運動員、模特兒，現效力於國泰女籃。劉昕妤國小六年級代表埔里參加運動會時被礁溪國中教練挖掘，自此踏上籃球路、接受正規籃球訓練，高中進入普門，高二時球隊闖進四強卻遭遇食物中毒，最終排名第四，升上高三球隊如願奪下隊史HBL第二座冠軍，劉昕妤則拿下阻攻后，高中畢業後加入佛光大學，大二時為球隊奪得隊史首座UBA冠軍，2020年4月與凱渥簽下合約，2020年7月在WSBL選秀第二輪獲得台電女籃青睞，第18季WSBL轉戰國泰女籃。

## 外部連結
- 劉昕妤的Instagram帳戶
- 劉昕妤在fiba.basketball（英语）
- 劉昕妤在archive.fiba.com（存檔）（英语）
- 劉昕妤在Eurobasket.com（球員）（英语）
- 劉昕妤在Eurobasket.com（球員）（英语）
- 劉昕妤在Flashscore（英语）